# 르네상스 철학
르네상스 철학(Renaissance philosophy)이라는 명칭은 철학사가들이 대략 1400년에서 1600년 사이에 유럽에서 진행된 시대의 사상을 지칭하기 위해 사용한다. 따라서 이는 14세기와 15세기에 알베르투스 마그누스, 토마스 아퀴나스, 오컴의 윌리엄, 마르실리우스 등 주목할만한 인물들과 전통적으로 르네 데카르트와 그의 1637년 방법서설 출판으로 시작된 초기 근대 철학의 영향을 받은 후기 중세 철학과 겹친다.

## 르네상스 철학자
- 게미스토스 플레톤
- 레오나르도 브루니
- 니콜라우스 쿠자누스
- 레온 바티스타 알베르티
- 로렌초 발라
- 마르실리오 피치노
- 안토니오 데 네브리하
- 피에트로 폼포나치
- 조반니 피코 델라 미란돌라
- 데시데리위스 에라스뮈스
- 니콜로 마키아벨리
- 니콜라우스 코페르니쿠스
- 토머스 모어
- 프란체스코 귀차르디니
- 프란시스코 데 비토리아
- 마르틴 루터
- 후안 히네스 데 세풀베다
- 베르나르디노 텔레시오
- 장 보댕
- 미셸 드 몽테뉴
- 튀코 브라헤
- 조르다노 브루노
- 프란시스코 수아레스
- 프랜시스 베이컨
- 갈릴레오 갈릴레이
- 톰마소 캄파넬라
- 요하네스 케플러

## 같이 보기
- 계몽시대
- 헤르메스주의
- 르네상스 인문주의자